# یوکاتان لندینگ (لوئیزیانا)
یوکاتان لندینگ (به انگلیسی: Yucatan Landing) یک منطقهٔ مسکونی در ایالات متحده آمریکا است که در پریش تنسس، لوئیزیانا واقع شده‌است. یوکاتان لندینگ ۱۸٫۹ متر بالاتر از سطح دریا واقع شده‌است.